# 現物取引
現物取引（げんぶつとりひき）とは、決済時に現物と現金の取引が行われる取引のこと。
現物取引では無い例として、一部の差金決済のデリバティブ取引があり、現物が出てくることなく、差金だけで決済される。株式の信用取引も、差金取引で決済が完了すると、現物が出てくることなく取引が完了する。しかし、デリバティブ取引でも、先物取引や先渡取引で、現物受け渡しで現物決済する場合は現物取引となる。例えば、石油先物取引では決済日に現物の石油を受け渡す取引もある。
現物取引は、各種市場で実物の取引を指すが、一般に株式市場での株式の取引、商品市場での商品の取引を指す。普通のスーパーマーケットでの買い物は全て現物取引となる。
株式市場では、先物取引や信用取引などと区別するため、普通の株式取引を現物取引とわざわざ言うことがある。

## 参照
1. ↑  石油先物取引の仕組みについて｜事業者の方｜TOCOMで石油投資｜TOCOM